# Кёйперс, Петер
Не путать с архитектором Питером Кёйперсом
Петер Кёйперс (нидерл. Peter Cuijpers; 1944) — нидерландский переводчик, писатель и литературовед, доктор наук. Переводил на нидерландский язык книги Джона Толкиена, Клиффорд Саймака, Уильяма Гибсона. Двукратный соискатель премии Гарленда (1977, 1991).

## Биография
Родился в 1944 году, учился на социологическом факультете Утрехтского университета, позже изучал историю голландского книгопечатания в 1470—1550 годах, и на основе своих исследований в 1998 году защитил докторскую диссертацию в Амстердамском университете.
В 1970-х годах начал писать короткие фантастические рассказы. Неоднократно номинировался на премию Гарленда, дважды был её лауреатом и семь раз занимал II—V места.
С 1978 года начал переводить англоязычные произведения, сначала в научно-фантастическом жанре, позже — в жанре фэнтези. Первой переведённой книгой стала книга Клиффорда Саймака «Выбор богов». Социологическое образование помогло Кёйперсу, когда тот переводил социально-фантастические произведения канадского писателя Уильяма Гибсона. Произведение последнего «Идору» Кейперс считает своим лучшим переводом. Всего перевёл около 50 произведений англоязычных писателей-фантастов, в частности, Робин Хобб, Фионы Макинтайр, Бриджет Вуд, Ларри Нивена, Дэвида Брина, Грега Бира и других. В 2007 году перевёл на нидерландский язык книгу Дж. Г. Г. Толкиена «Дети Хурина».

## Избранная библиография
- 1985 — «Турецкая Виолетта» (нидерл. Een Turkse Violetta), роман
- 1986 — «Шестое чувство и другие рассказы» (нидерл. Het zesde zintuig en andere verhalen)
- 1998 — «Тексты как предмет торговли: как первопечатники познавали рынок» (нидерл. Teksten als koopwaar: vroege drukkers verkennen de markt), докторская диссертация
- 2011 — «Мир на открытках, 1900-1920 годы» (англ. The world in old postcards), культурно-историческое исследование
- 2014 — «От Рейнарта де Воса до Тиля Уленшпигеля. Исследование канона популярных книг в 1600-1900 годах» (нидерл. Van Reynaert de Vos tot Tijl Uilenspiegel. Op zoek naar een canon van volksboeken, 1600-1900)